# دايشو

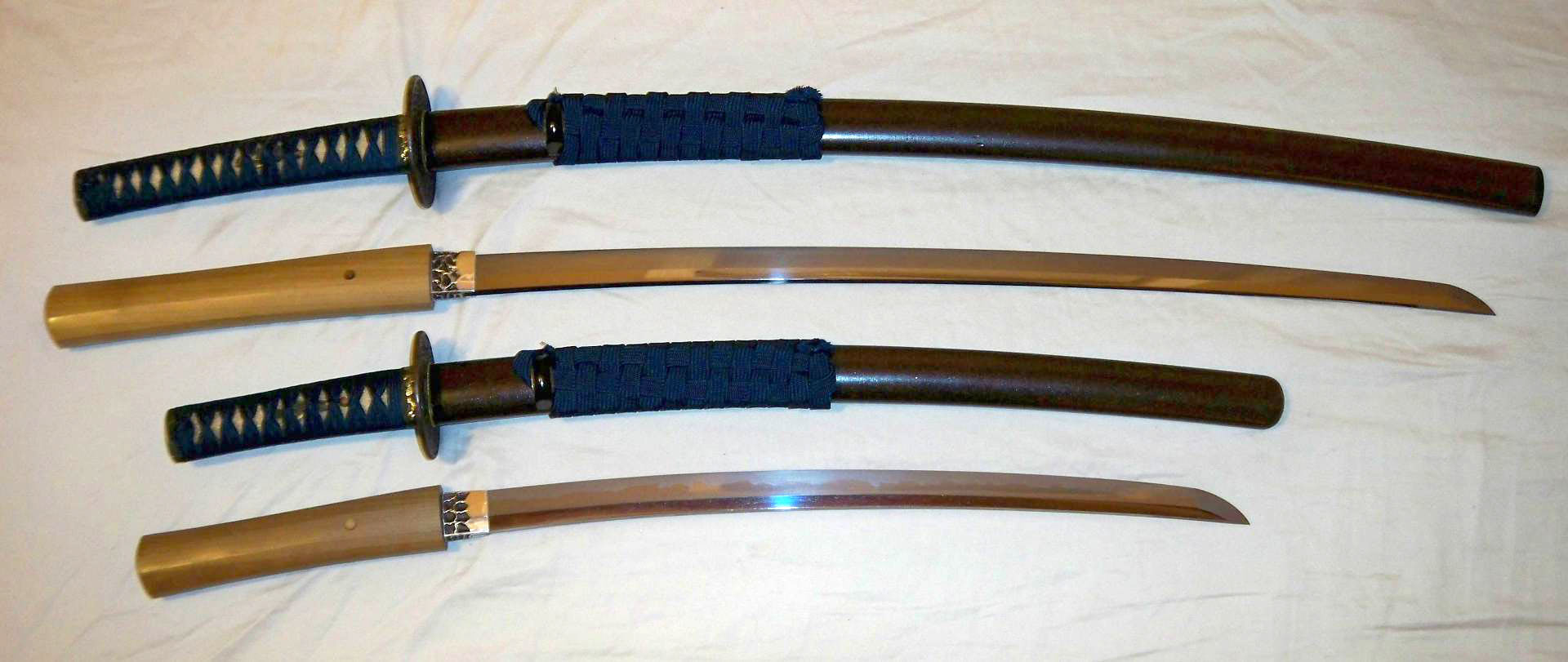
اثنين من سيوف دائيشو بمقياسين مختلفين مع أغلفتهم

دائيشو (باليابانية: 大小 = كبير+ صغير) هو زوج السيوف التقليدية الذي يحمله رجال الساموراي في اليابان، يتألف من قطعتي «كاتانا» و«واكيزاشي». يستعمل سيف «كاتانا» أثناء المعارك ويتخذ للمهام الكبيرة، فيما يستخدم الـ«واكيزاشي» كقطعة ثانوية، كما يستعمل عند القيام بعملية الانتحار (سيبوكو).

## معرض صور

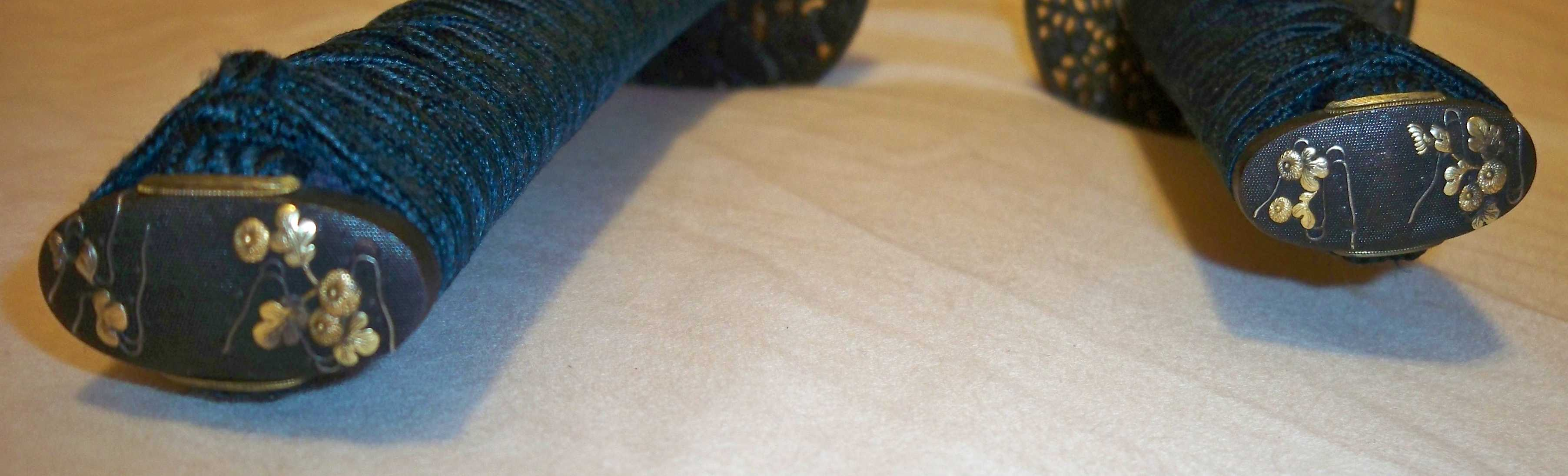
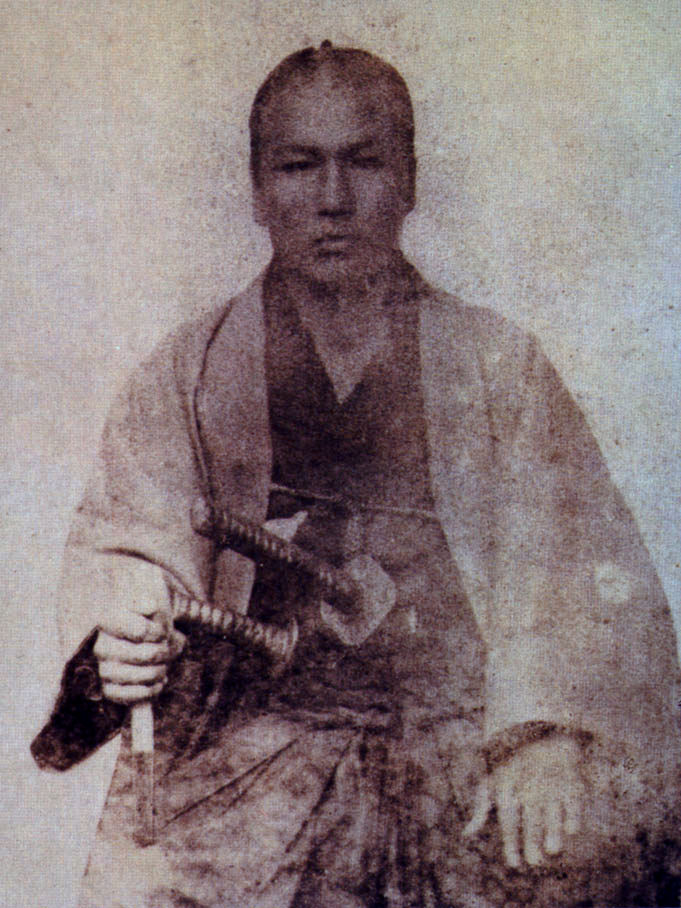
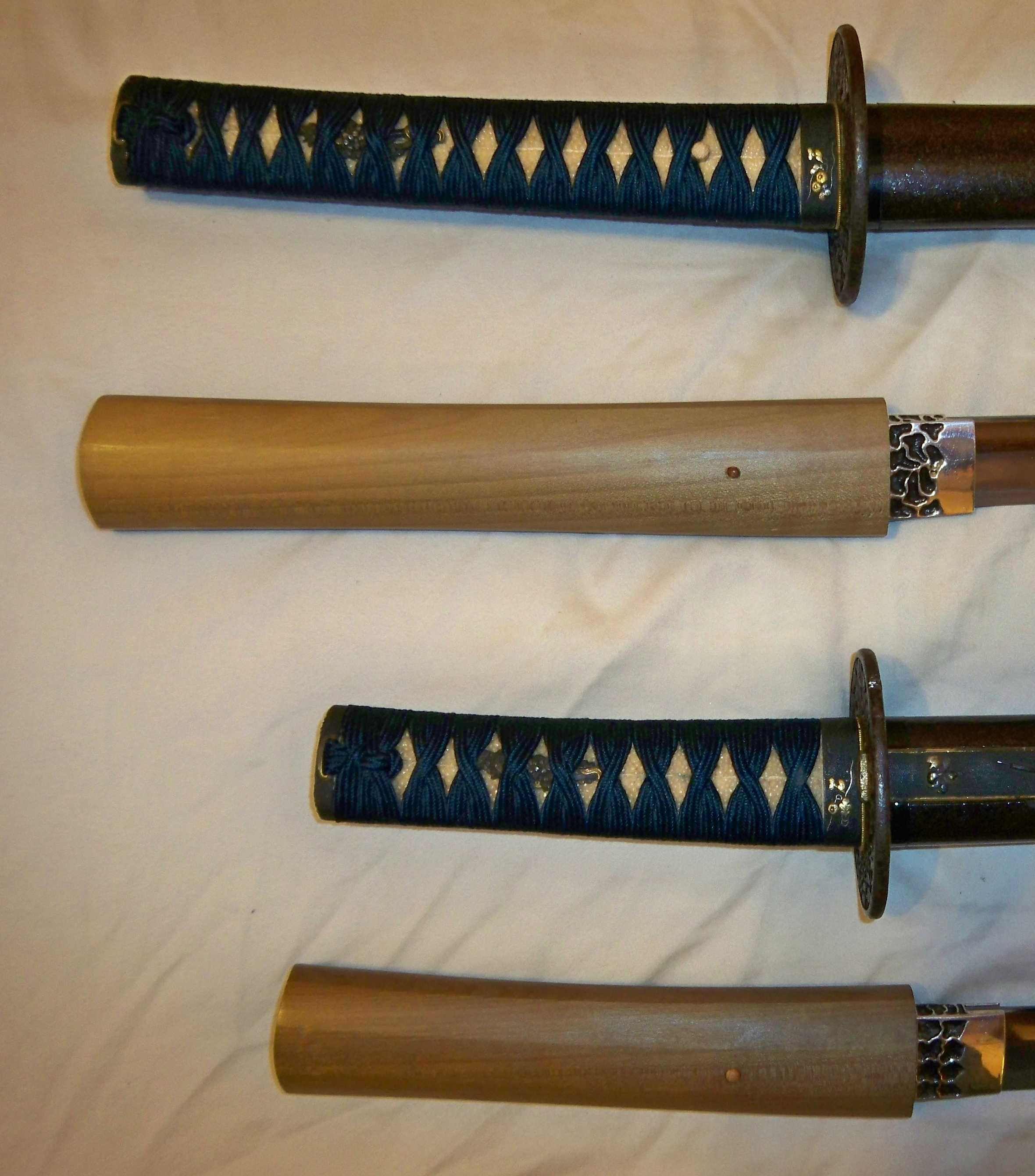
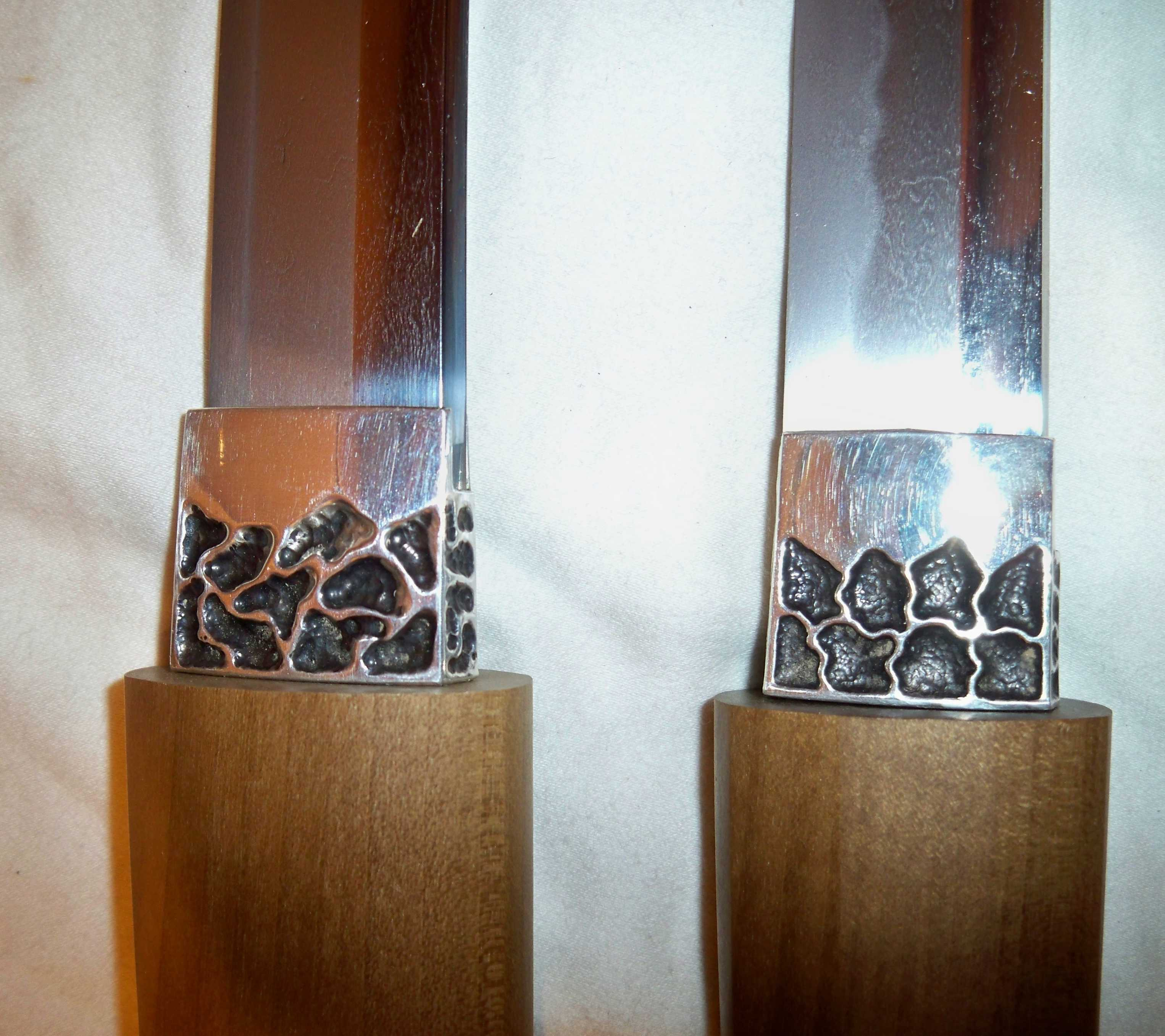
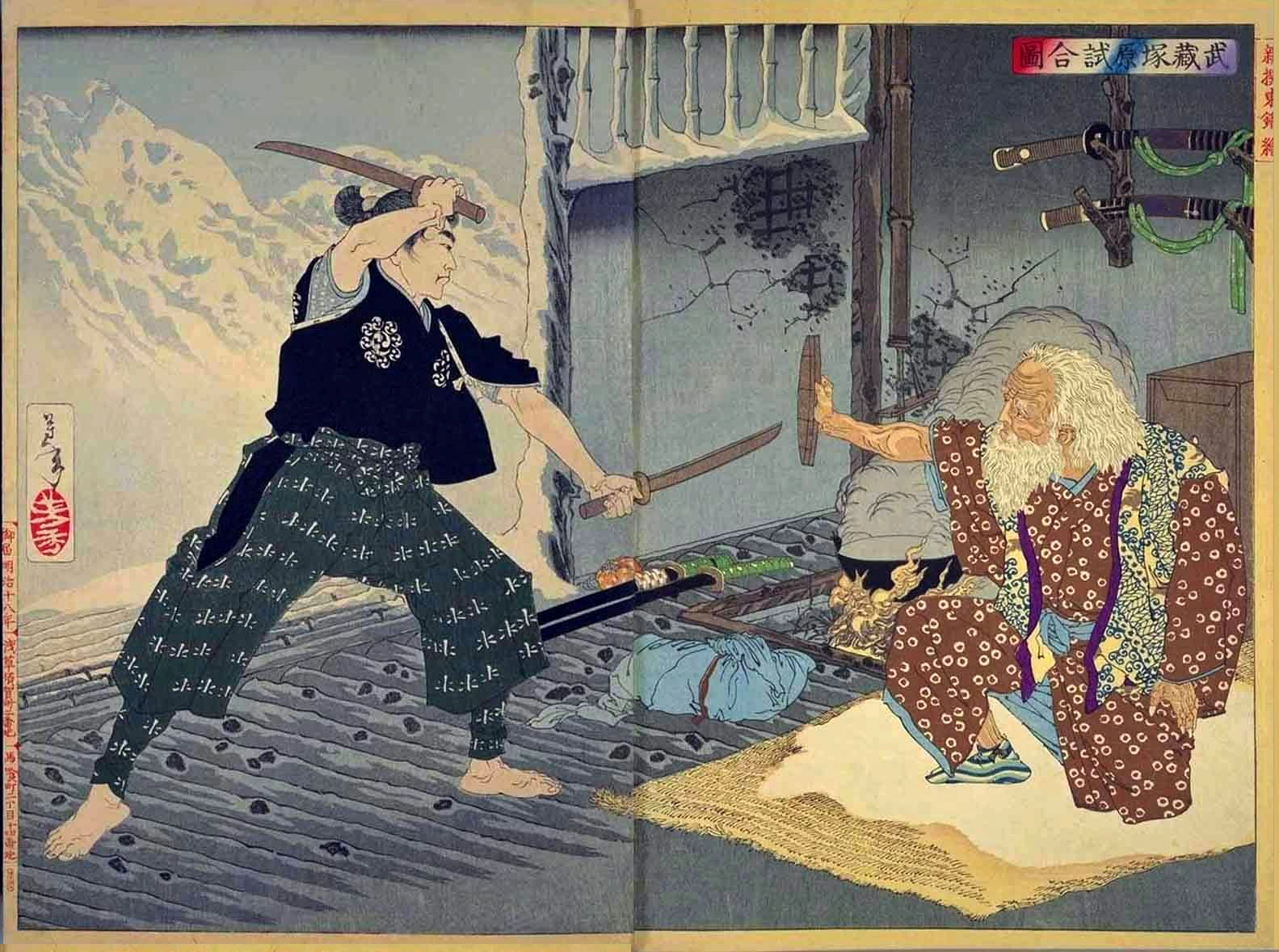
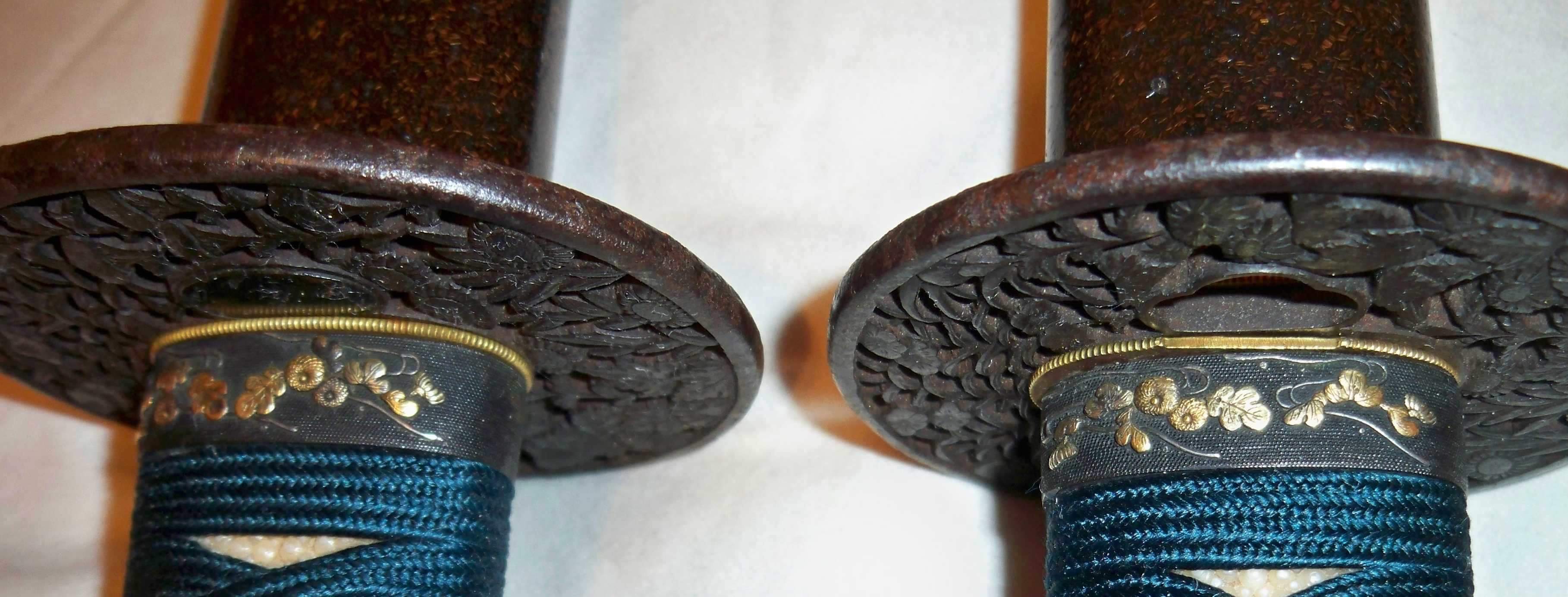

## اقرأ أيضاً
- تاريخ اليابان